# Jack Parker (Musiker)
Jack „The Bear“ Parker (geb. vor 1941) war ein US-amerikanischer Jazz- und Rhythm-&-Blues-Schlagzeuger und Bandleader.

## Leben
Parker nahm 1941 in der Band von Bon Bon Tunell auf. Dann spielte bei Babs Gonzales, bevor er Mitglied der Band von Eddie Heywood wurde. 1945 gehörte er zum Mary Lou Williams Trio (Zodiac Suite 1945). Im Bereich des Jazz wirkte Parker auch bei zahlreichen Aufnahmesessions von Hot Lips Page, von Don Byas, Cliff Jackson, Pete Johnson, sowie von Louis Armstrong/Sy Oliver, Nat King Cole („The Christmas Song“), Tadd Dameron, Joe Newman, Leo Parker und Ben Selvin mit.
1951 begleitete Parker mit seinem Orchester den Komiker Nipsey Russell bei dessen Aufnahmen für Derby. Unter eigenem Namen legte er auf Eddie Mesners Label 7/11 1952 die Jump-Blues-Nummer Cheap Old Wine And Whiskey/I Need You, I Want You (Gesang: Emmett Davis) vor. Aufnahmen entstanden in dieser Zeit außerdem mit dem Sänger Bob „H-Bomb“ Ferguson. 1959 war er Mitglied der „Hot Combo“ unter Leitung von Austin Powell in Brooklyn. In den 1960er Jahren setzt er sich als Musiker zur Ruhe.
Er ist nicht mit dem um 1900 in Harlem wirkenden Pianisten John „Jack the Bear“ Wilson zu verwechseln, dem Duke Ellington die gleichnamige Komposition (1940) widmete.